# Paul Crampel
Paul Crampel (Nancy, 1864 – El Kuti, 1891) è stato un esploratore francese.
Segretario di Pietro Savorgnan di Brazzà, nel 1888 visitò luoghi remoti del Gabon. Nel 1890 partì da Brazzaville per raggiungere il lago Ciad, ma fu ucciso nello Sciari da alcuni fanatici.

## Biografia
Crampel nacque a Nancy. Dopo aver completato gli studi in lettere, fu assunto come segretario privato da Pierre Savorgnan de Brazza (1852–1905), che nell'agosto 1888 gli affidò l'esplorazione del bacino settentrionale dell'Ogooué (situato principalmente nell'attuale Gabon). Nei mesi successivi, Crampel mappò oltre 2000 km di percorsi e firmò diversi trattati con i capi locali africani. Nel 1890 il Comitato dell'Africa francese gli affidò una spedizione verso il Lago Ciad. Nel settembre di quell'anno sbarcò a Bangui, sul fiume Ubangi, l'ultimo avamposto dell'occupazione francese, e proseguì nell'entroterra verso nord. Dopo diversi mesi raggiunse la remota regione di Dar al Kuti, a circa 500 km dall'Ubangi (tra i 9 e i 10 gradi di latitudine Nord). Il 9 aprile 1891, Crampel e diversi membri della sua carovana furono uccisi sul posto.